# غلباف
غلباف (بالفارسية: گلباف) هي منطقة سكنية تقع في إيران في ناحية غلباف. يقدر عدد سكانها بـ 8,341 نسمة .